# 羅卡將軍縣

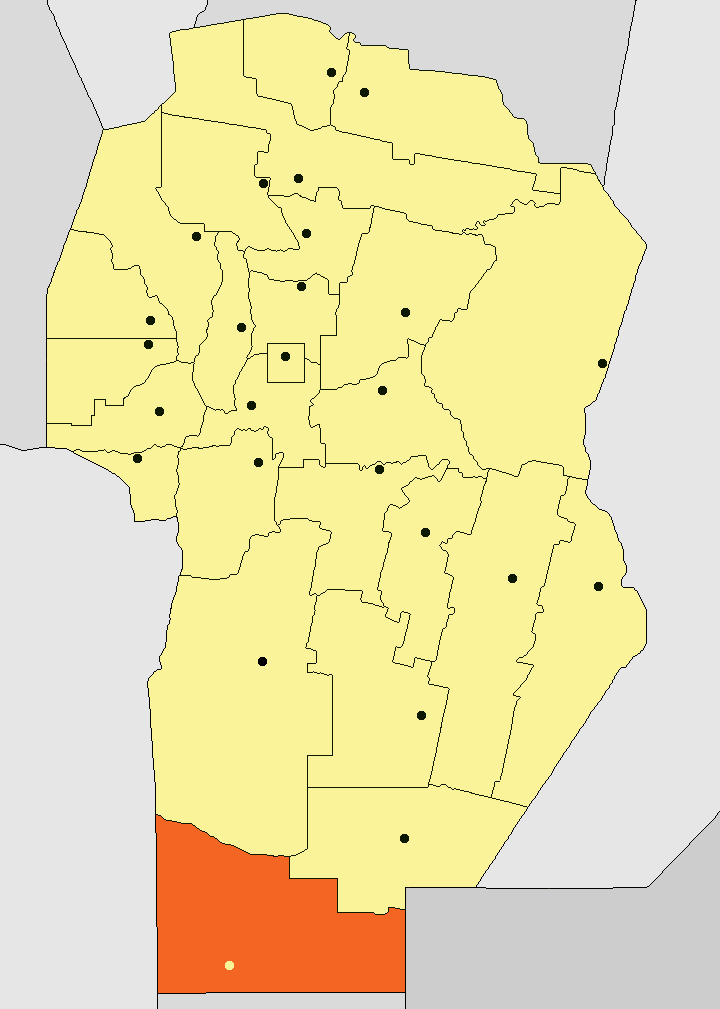

34°49′S 64°34′W / 34.817°S 64.567°W
羅卡將軍縣（西班牙語：Departamento General Roca），是阿根廷的縣份，位於該國中部科爾多瓦省，首府是維多夫羅鎮，面積12,659平方公里，2010年人口35,645，人口密度每平方公里2.82人。